# Bribir (żupania szybenicko-knińska)
Bribir – wieś w Chorwacji, w żupanii szybenicko-knińskiej, w mieście Skradin. W 2011 roku liczyła 103 mieszkańców.

## Charakterystyka
Bribir jest położony na terenie Dalmacji, na wysokości 180 m n.p.m., 14 km na północny zachód od Skradinu i 30 km na północ od Szybenika.
Miejscowa gospodarka opiera się na rolnictwie (hodowla owiec).

## Historia
Na terenie Skradinu dokonano wiele znalezisk archeologicznych (m.in. pozostałości osady i artefakty z okresu paleolitu).
Pierwsza historyczna wzmianka o miejscowości (jako Brebera) pochodzi z dzieła cesarza Konstantyna VII Porfirogenety. Między XI a XVI wiekiem Bribir był siedzibą szlacheckiego rodu Bribirskich.
W 1523 roku został podbity przez Imperium Osmańskie. Nastąpiło wysiedlenie miejscowej ludności i wzniesienie fortu. Miał miejsce napływ ludności prawosławnej. W 1684 roku kontrolę nad tym obszarem przejęła Republika Wenecka.
W latach 1991–1995, w trakcie wojny w Chorwacji, Skradin był okupowany przez siły serbskie i został wyzwolony w wyniku akcji „Burza”.